# Psalm 92

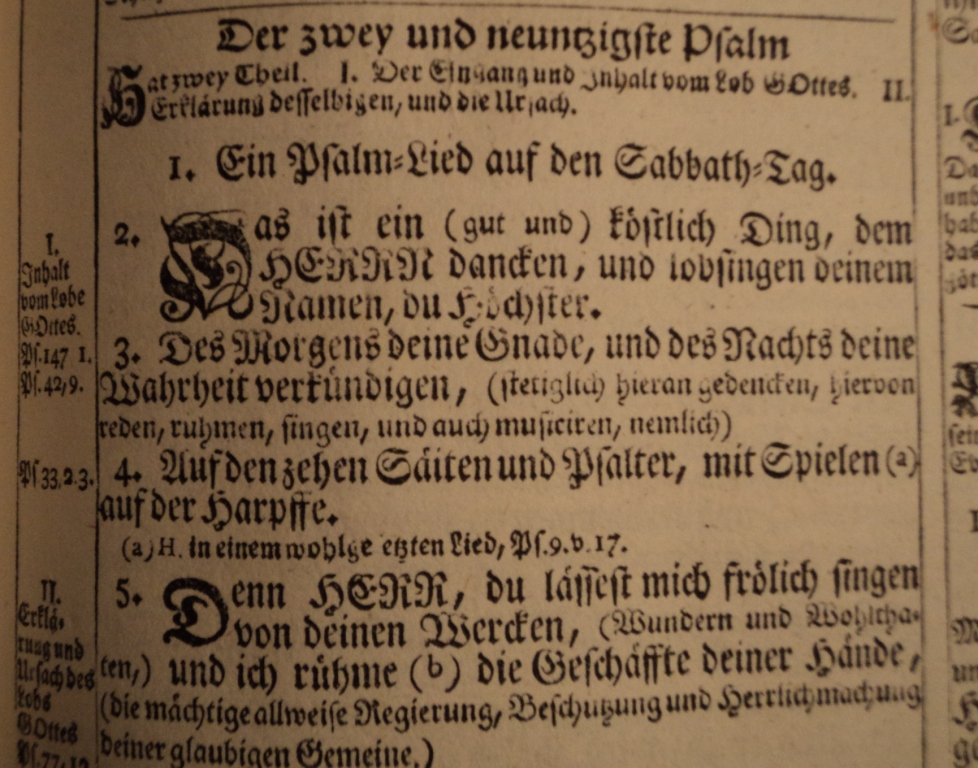
Beginn des Psalms in einer Kurfürstenbibel

Der 92. Psalm ist ein Psalm aus dem vierten Buch des Psalters. Nach der griechischen Zählung, die von Septuaginta und Vulgata verwendet wird, stellt er den 91. Psalm dar. Der 1. Vers weist ihn als Psalmlied für den Sabbattag aus.

## Inhalt
Der Psalm, der ursprünglich das Danklied eines Einzelnen gewesen sein könnte, wurde später zu einem Gebet der Synagogengemeinde für den Gebrauch am Sabbat. Zentrales Thema sind nun diejenigen Werke Gottes, die wichtig für die ganze Gemeinde sind. Dazu gehört besonders das gerechte Regieren Gottes. Der Psalm beginnt zunächst mit einer Aufforderung zum Lob des HERRN. Grund für den Dank ist der Umstand, dass Gott für Recht sorgt. Allein wer das Geschenk von Gottes Einsicht annimmt, kann sein Handeln verstehen. Das Glück der Gottlosen ist nur scheinbar. Auch wenn sie zunächst blühen mögen, vergehen sie doch wieder. Die Gerechten hingegen werden mit Dattelpalmen und Libanon-Zedern verglichen. Ihr gesegnetes Leben verkündigt Gottes Werk und seine Größe.

## Rezeption
Das Kirchenlied Das ist köstlich von Günter Rutenborn, welches auf dem ungarischen Lied Mely igen jó az Ur Istent dicsérni von Mihály Sztárai basiert, greift Psalm 92 auf. Eric Zeisl vertonte den 92. Psalm in seinem "Requiem Ebraico" von 1945.